# Аляєв Іван Павлович
Іван Павлович Аляєв (23 грудня 1917 [5 січня 1918] — 21 березня 2000) — радянський військовик, стрілець 561-го мотострілецького полку 91-ї мотострілецької дивізії 7-ї армії Північно-Західного фронту. Герой Радянського Союзу (01.04.1940), червоноармієць; полковник у відставці.

## Біографія

### Довоєнні роки
Народився в сім'ї сільського вчителя. Працював у колгоспі. Закінчив три курси Стерлітамацького нафтового технікуму в 1939 році. У цьому ж році призваний в ряди Червоної армії.

### Радянсько-фінська війна
В кінці лютого 1940 року червоноармієць Аляєв відправлений у складі розвідгрупи на завдання з метою підірвати міст неподалік від міста Виборга. В ході завдання Аляєв взяв командування на себе з причини смерті командира групи. У підсумку диверсія вдалася: міст був підірваний, фіни не отримали підкріплення і відступили — дорога на місто була вільна. 12 березня цього ж року Аляєв підняв в атаку бійців свого взводу в бою за село Тіммісоу, в результаті чого вперед пішла вся рота. В ході бою ворог був вибитий з села.

Указом Президії Верховної Ради СРСР від 1 квітня 1940 року за зразкове виконання бойових завдань командування на фронті боротьби з фінською білогвардійщиною і проявлені при цьому відвагу і геройство червоноармійцеві Аляєву Івану Павловичу присвоєно звання Героя Радянського Союзу з врученням ордена Леніна і медалі «Золота Зірка».

### Німецько-радянська війна
Учасник Німецько-радянської війни. Командував частиною автомобільної на Південному, Прибалтійському, 3-му і 4-му Українських фронтах. Вступив у ВКП(б) в 1944 році.

### Післявоєнний період
Після війни залишився в лавах Збройних сил СРСР. Закінчив Військово-транспортну академію. У 1973 році відправлений у запас. Жив і помер у Москві.

## Пам'ять
- Похований на Востряковському кладовищі

## Нагороди
- Медаль «Золота Зірка» Героя Радянського Союзу (01.04.1940, медаль № 476)
- Орден Леніна (01.04.1940)
- Орден Вітчизняної війни I ступеня
- Орден Вітчизняної війни II ступеня
- Два ордени Червоної Зірки
- Медалі, в тому числі:
  - Медаль "За перемогу над Німеччиною у Великій Вітчизняній війні 1941—1945 рр .. "
  - Ювілейна медаль "Двадцять років Перемоги у Великій Вітчизняній війні 1941—1945 рр .. "
  - Ювілейна медаль "Тридцять років Перемоги у Великій Вітчизняній війні 1941—1945 рр .. "
  - Ювілейна медаль "Сорок років Перемоги у Великій Вітчизняній війні 1941—1945 рр .. "
  - Ювілейна медаль "сорок років Перемоги у Великій Вітчизняній війні 1941—1945 рр .. "